# 🇸🇱
🇸🇱 is een Unicode vlagsequentie emoji die gebruikt wordt als regionale indicator voor Sierra Leone. De meest gebruikelijke weergave is die van de vlag van Sierra Leone, maar op sommige platforms (waaronder Microsoft Windows) ziet men de letters SL.
De vlagsequentie is opgebouwd uit de combinatie van de Regional Indicator Symbols 🇸 (U+1F1F8) en 🇱 (U+1F1F1), tezamen de ISO 3166-1 alpha-2 code SL voor Sierra Leone vormend.
Deze emoji is in 2010 geïntroduceerd met de Unicode 6.0-standaard.

## Gebruik

De landsvlag van Sierra Leone

Deze emoji wordt gebruikt als regionale aanduiding van Sierra Leone.

## Codering

De Emoji One-implementatie

### Unicode
In Unicode vindt men de 🇸🇱 met de codesequentie U+1F1F8 U+1F1F1 (hex).

### Shortcode
Er zijn shortcodes  voor 🇸🇱; in Github kan deze opgeroepen worden met :sierra leone:,  in Slack kan het karakter worden opgeroepen met de code :flag-sl:.